# Лукуга
Лукуга (на френски: Lukuga) е река в Екваториална Африка, в източната част на Демократична република Конго, десен приток на Луалаба (Конго). Дължината ѝ е 350 km, а площта на водосборния басейн – 270 900 km. Река Лукуга изтича от западния край на езерото Танганика, разположено на 773 m н.в. при конгоанския град Калемие. По цялото си протежение тече основно в западна посока, като течението ѝ е изпъстрено с множество бързеи и прагове. Влива се отдясно в река Луалаба (Конго), на 548 m н.в., при град Занза. Основни притоци: леви – Ниемба, Луизи; десни – Двилу, Луфванго. Лукуга е предимно с езерно подхранване, като максимумът на оттока ѝ е през май, а минимумът – през ноември и съответства на сезонните колебания на нивото на водата в езерото. Средният годишен отток на реката е 271 m³/s. Само в най-долното си течение е плавателна за плитко газещи речни съдове. В басейна на реката се разработват находища на каменни въглища с местно предназначение и е разположен в район с гъсти тропически гори. В нея живеят хипопотами, крокодили и множество видове птици.